# Cristoforo Colombo - La scoperta
Cristoforo Colombo - La scoperta (Christopher Columbus: The Discovery) è un film del 1992 diretto da John Glen.
Il film, che la Spagna ha finanziato per il cinquecentenario della scoperta dell'America, racconta la storia di Cristoforo Colombo e della scoperta dell'America.

## Trama
XV secolo. Il navigatore Cristoforo Colombo ha il sogno di trovare un percorso alternativo per navigare verso le Indie, viaggiando verso ovest anziché verso est, attraverso l'inesplorato Oceano Atlantico. Dopo aver cercato inutilmente l'appoggio dal sovrano portoghese, si reca alla corte spagnola per chiedere aiuto alla regina Isabella e al re Ferdinando. Dopo essere sopravvissuto a una causa con l'inquisitore Torquemada, alla fine ottiene la benedizione dei sovrani e salpa su tre caravelle per viaggiare nell'ignoto. Lungo la strada deve affrontare il sabotaggio da spie e ammutinamenti portoghesi da parte di un gruppo ribelle. Quel che trova sono le isole di San Salvador e con loro il Nuovo Mondo.

## Produzione
Timothy Dalton e Isabella Rossellini furono inizialmente scelti come protagonisti, quando il regista George Pan Cosmatos fu sostituito da John Glen poco prima dell'inizio delle riprese. Dalton successivamente fece causa alla produzione per violazione del contratto e per frode. Glen aveva già diretto Dalton nei suoi due film di James Bond.

## Critica
Il film non è stato un successo commerciale, avendo incassato poco più di 8 milioni di dollari a fronte di un budget di 45 milioni.
Anche la critica ha bocciato il film con una scarsa recensione positiva del 7% su Rotten Tomatoes. Soprattutto i critici hanno definito l'interpretazione di Brando la peggiore della sua carriera .
(Massimo Bertarelli, il Giornale, 18 ottobre 2001)

## Riconoscimenti
Il film ha ricevuto sei nomination ai Razzie Awards, vincendo quello per il peggior attore non protagonista a Tom Selleck.